# Heinz Egger
Heinz Egger (* 1937 in Aarwangen) ist ein Schweizer Illustrator und Zeichner.
Seit seiner Ausbildung setzt er sich im klassischen Sinne mit Malerei auseinander. Er ist für die grafische Ausstattung zahlreicher Bücher verantwortlich. So illustrierte er z. B. Werke von Klaus Merz. Ferner gestaltete er zahlreiche Bühnenbilder.
Heinz Egger lebt und arbeitet in Burgdorf.

## Ausstellungen
- Heinz Egger, Galerie Franz Mäder, Basel, 14. September 1989 – 14. Oktober 1989 (Einzelausstellung)
- Heinz Egger, Kunsthaus Langenthal, 15. August bis 29. September 1996
- «Blumen Fleurs Fiori. 1 Thema – 21 Künstlerinnen und Künstler.» Basel, Galerie Franz Mäder, 19. März 1999 – 10. April 1999 (Gruppenausstellung)
- Heinz Egger, Zimmermannshaus Brugg, ? bis 14. September 2002 (Einzelausstellung)
- «Heinz Egger. Erinnertes Licht», Galerie Franz Mäder, Basel, 22. März 2002 – 20. April 2002 (Einzelausstellung)
- Heinz Egger, Galerie Susanna Rüegg edition & poesie, Zürich 2003
- Zeichnungen, Galerie Franz Mäder, Basel, 19. September 2003 – 11. Oktober 2003 (Gruppenausstellung)
- «Heinz Egger. Lichter Schatten. Malerei und Pinselätzungen». Galerie Franz Mäder, Basel, 9. Januar 2004 – 14. Februar 2004
- «Schichtarbeit», Kunsthalle Bern, 12. Juni bis 15. August 2004 (mit Giro Annen, Lydia Moest, Irene Schubiger, Rita Siegfried, Kathrin Stengele)
- «Heinz Egger, Botengänge», Galerie Susanna Rüegg, Zürich, 3. März bis 30. April 2005
- Ladina Gaudenz – Heinz Egger, Galerie Margit Haldemann, Bern, 2006
- «Ähnlichkeit und Differenz – Heinz Egger und Jupp Linssen», Galerie Margit Haldemann, Bern
- «Heinz Egger, Gehzeiten – Strange Tidings», richter Vlg. Düsseldorf, Buchvernissage Galerie Susanna Rüegg edition & poesie, Zürich, Oktober 2006
- «Gehzeiten – Strange Tidings», 8. Februar bis 17. März 2007, Galerie Margit Haldemann, Bern
- «Heinz Egger, über Nacht neue Arbeiten», Galerie Susanna Rüegg edition & poesie, Zürich 25. August bis 28. Oktober 2007
- «Klaus Merz und die Bilder, der gestillte Blick», Museum Strauhof, Zürich vom 19. September bis 25. November 2007 (Egger, Frey, Josephsohn, Kielholz, Meier, Signer, Wittwer)
- «Heinz Egger. Mein lautloses Getriebe», 19. Januar bis 12. Mai 2013, Franz Gertsch Museum, Burgdorf